# Opera Nova Bydgoszcz
Opera Nova là một nhà hát opera nằm ở Bydgoszcz và được thành lập vào năm 1956, cũng đóng vai trò của một nhà hát nhạc kịch. Đây là một trong 10 nhà hát opera ở Ba Lan và là công trình duy nhất có kích thước này trong Voivodeship Kuyavian-Pomeranian.

## Vị trí
Tòa nhà Opera Nova nằm ở khúc quanh của sông Brda giữa Phố cổ và trung tâm Bydgoszcz. Nhà hát opera được kết nối với một cây cầu đi bộ qua sông Brda đến Đảo Mill (tiếng Ba Lan: Wyspa Młyńska): từ sân thượng xung quanh, nó nhìn ra Nhà thờ Bydgoszcz, và các nhà máy của Đảo Mill.

## Đặc điểm
Opera Nova là một tổ chức văn hóa được đồng quản lý bởi Bộ Văn hóa và Di sản Quốc gia Ba Lan & Kuyavian-Pomeranian Voivodeship. Nó hiện thực hóa các tác phẩm nghệ thuật bao gồm các vở opera, ca kịch, ba lê và nhạc kịch. Các hoạt động của nó cũng bao gồm các dự án giáo dục, như giới thiệu về nghệ thuật opera và ballet cho trẻ em. Công ty Opera Nova biểu diễn tại Bydgoszcz, nhưng cũng biểu diễn tại các lễ hội opera khác ở Ba Lan và nước ngoài. Kể từ năm 1989, đoàn đã thực hiện nhiều chuyến đi đến Đức, Bỉ, Hà Lan, Malta và Ý.
Từ năm 1992, Maciej Figas là giám đốc của Opera Nova, ông cũng là nhạc trưởng của dàn nhạc opera.
Năm 2014, hơn 82.000 người đã đến thăm nhà hát Opera Nova.

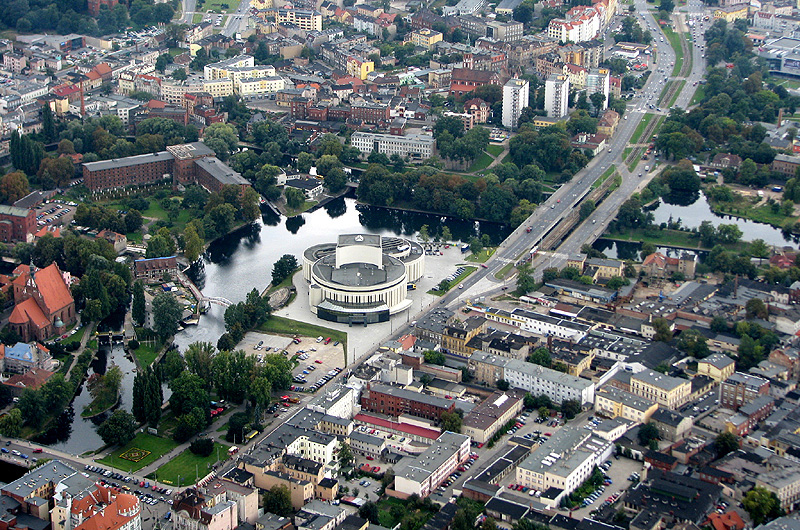
Nhìn từ trên cao

## Lịch sử

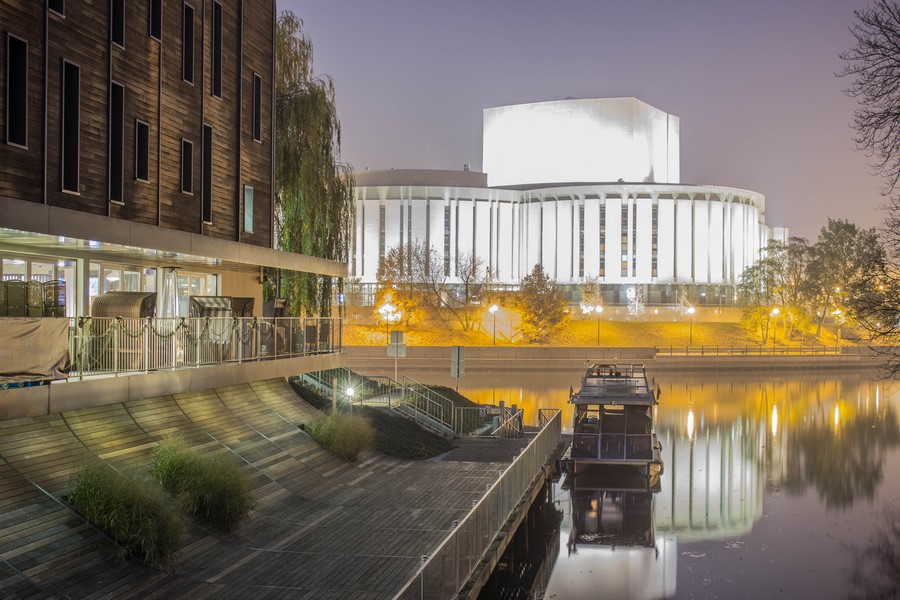
Nhìn từ bến du thuyền Đảo Mill

### Nhà hát Opera
Opera Studio (tiếng Ba Lan: Studio Operowe), được tạo ra vào ngày 15 tháng 12 năm 1955, theo sáng kiến của Hội Âm nhạc. "IJ Paderewski", là bước đầu tiên hướng tới một nhà hát opera chuyên nghiệp ở Bydgoszcz. Người khởi xướng dự án là Felicia Krysiewicz, một ca sĩ, nghệ sĩ piano và nhà hoạt họa về đời sống âm nhạc ở Bydgoszcz. 

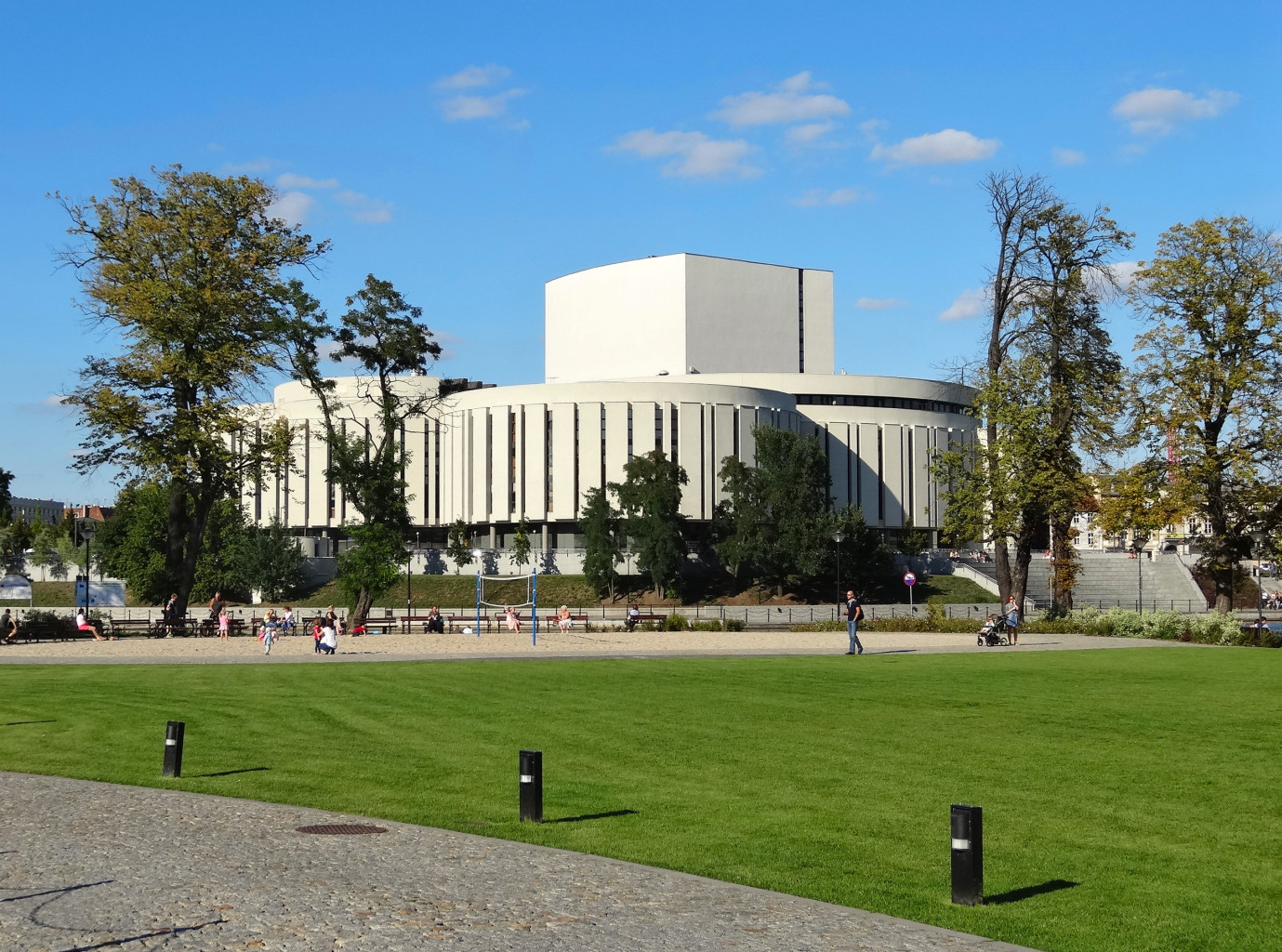
Nhìn từ đảo Mill

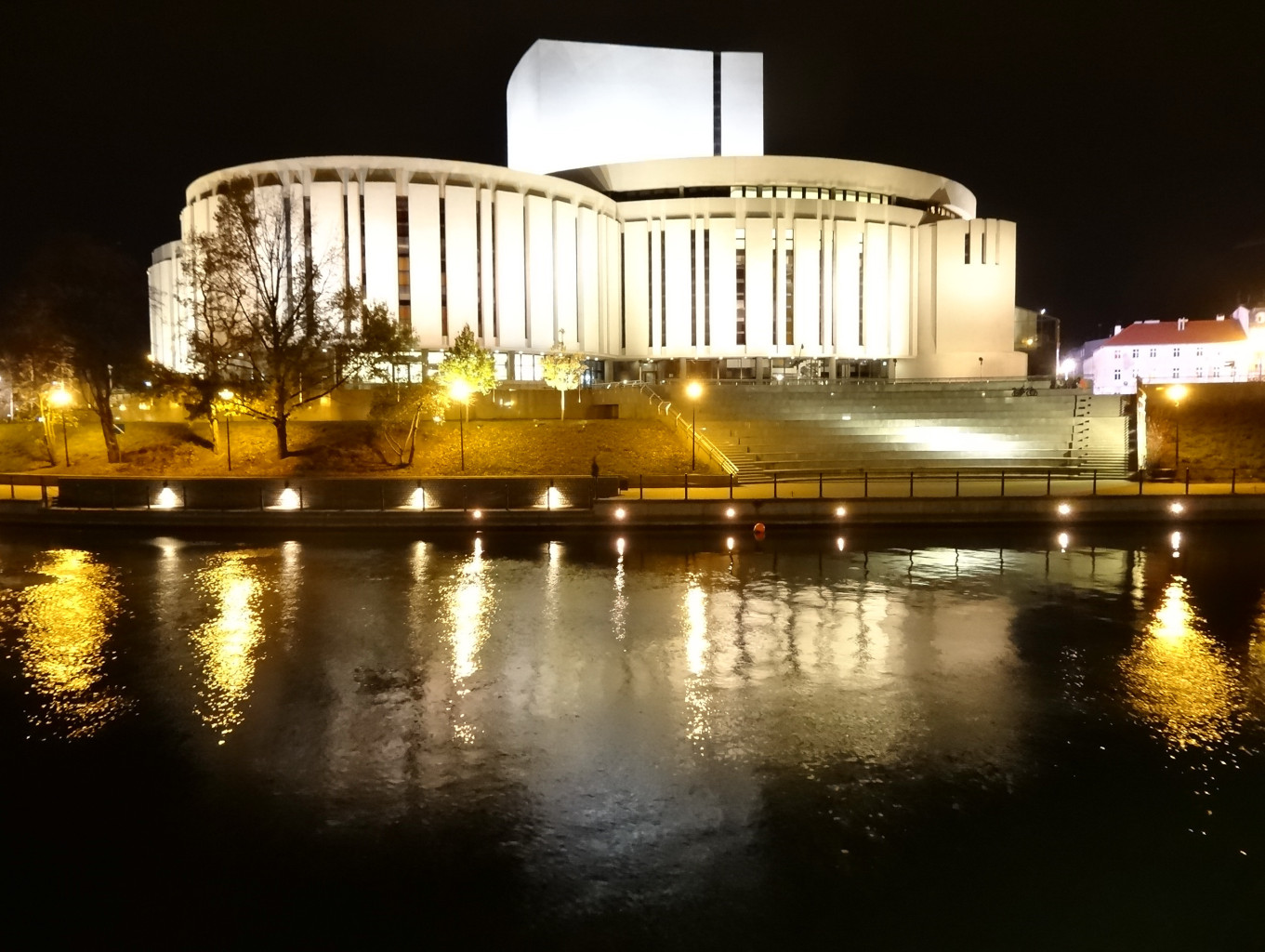
Nhà hát về đêm

Vào ngày 21 tháng 10 năm 2006, Nhà hát Opera Bydgoszcz đã tổ chức lễ kỷ niệm 50 năm thành lập công ty opera trong thành phố, cùng với việc chính thức hoàn thành tòa nhà Opera Nova.

### Biểu diễn
Vào tháng 5 năm 2016, Opera Nova đã dàn dựng các tác phẩm nổi tiếng nhất của opera, ca kịch, ba lê và nhạc kịch kể từ khi thành lập, trong số những tác phẩm khác: 
- Carmen (1964,1991,1999)
- Faust (1960,2015)
- The Tales of Hoffmann (1959,1998)
- Manon (1979)
- La Bohème (1978,2011)
- Tosca (1966,1984,2004)
- Madama Butterfly (1961,1981)
- Suor Angelica (1992)
- Gianni Schicchi (1992)
- Turandot (1996)
- The Barber of Seville (1957,1972,1987,2002)
- La Cenerentola (1967,1985,2009,2015)
- The Magic Flute (1971,1994)
- Don Giovanni (1997)
- The Marriage of Figaro (1979)
- Der Schauspieldirektor (1970,1991)
- Eugene Onegin (1962,1980)
- Prince Igor (1975)
- Nabucco (1995)
- La Traviata (1964,1981,1998,2015)
- Rigoletto (1967,1986,2014)
- Il trovatore (1973)
- Un ballo in maschera (1984)
- Aida (1968,1985)
- Don Carlos (1972,2016)
- Otello (1989)
- The Flying Dutchman (1977)
- The Haunted Manor (1958,1976,1994)
- Halka (1961,1981,2013)
- The Countess (1960,1982)
- Swan Lake (1972)
- The Nutcracker  (1958,1986,2015)
- The sleeping Beauty  (1994)
- Don Quixote (1996)
- The Gypsy Baron (1957,1980,1991)
- Die Fledermaus (1961,1982,1995)
- Eine Nacht in Venedig (1985)
- The Land of Smiles (1970,1978,1994)
- The Merry Widow (1966,1988)
- Orpheus in the Underworld (1958,1983,1991 - adaptation under the title "Who wanted to kidnap Euridice?")
- Fiddler on the Roof (1992)
- My Fair Lady (1993,2008,2016).

## Nhà hát Opera

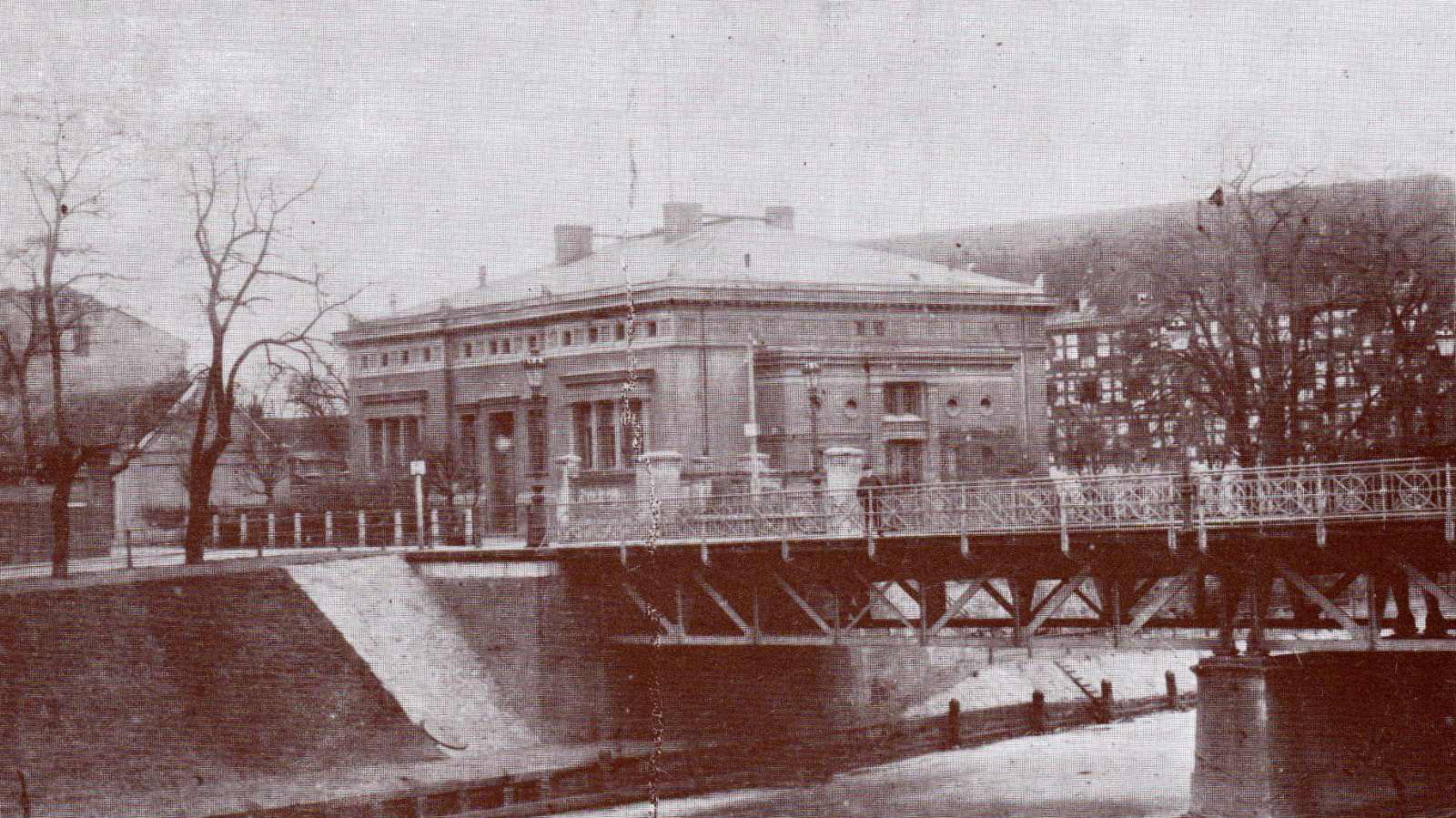
Quân đội cũ và sòng bạc vào năm 1890

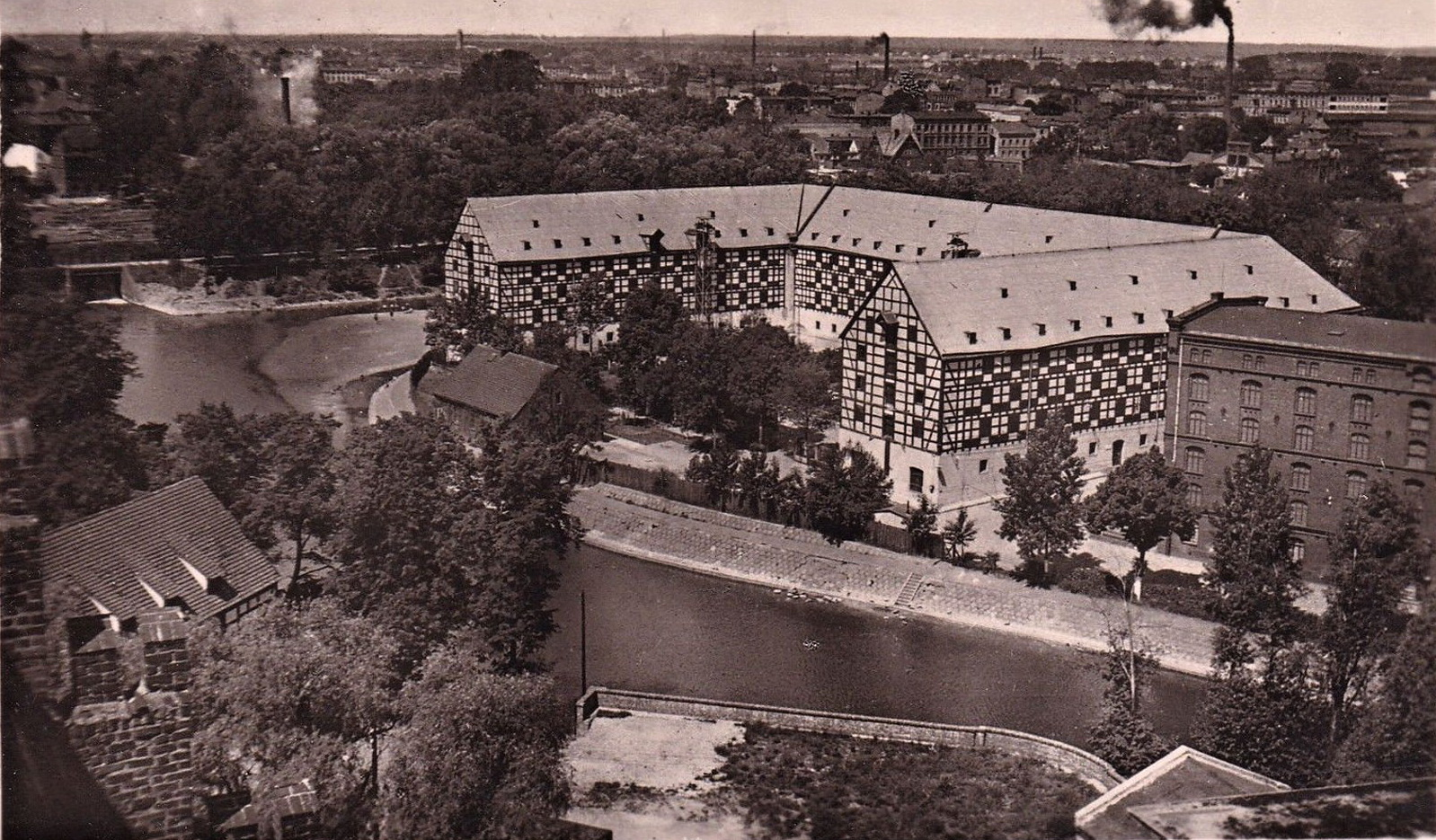
Kho cũ của Hoàng gia

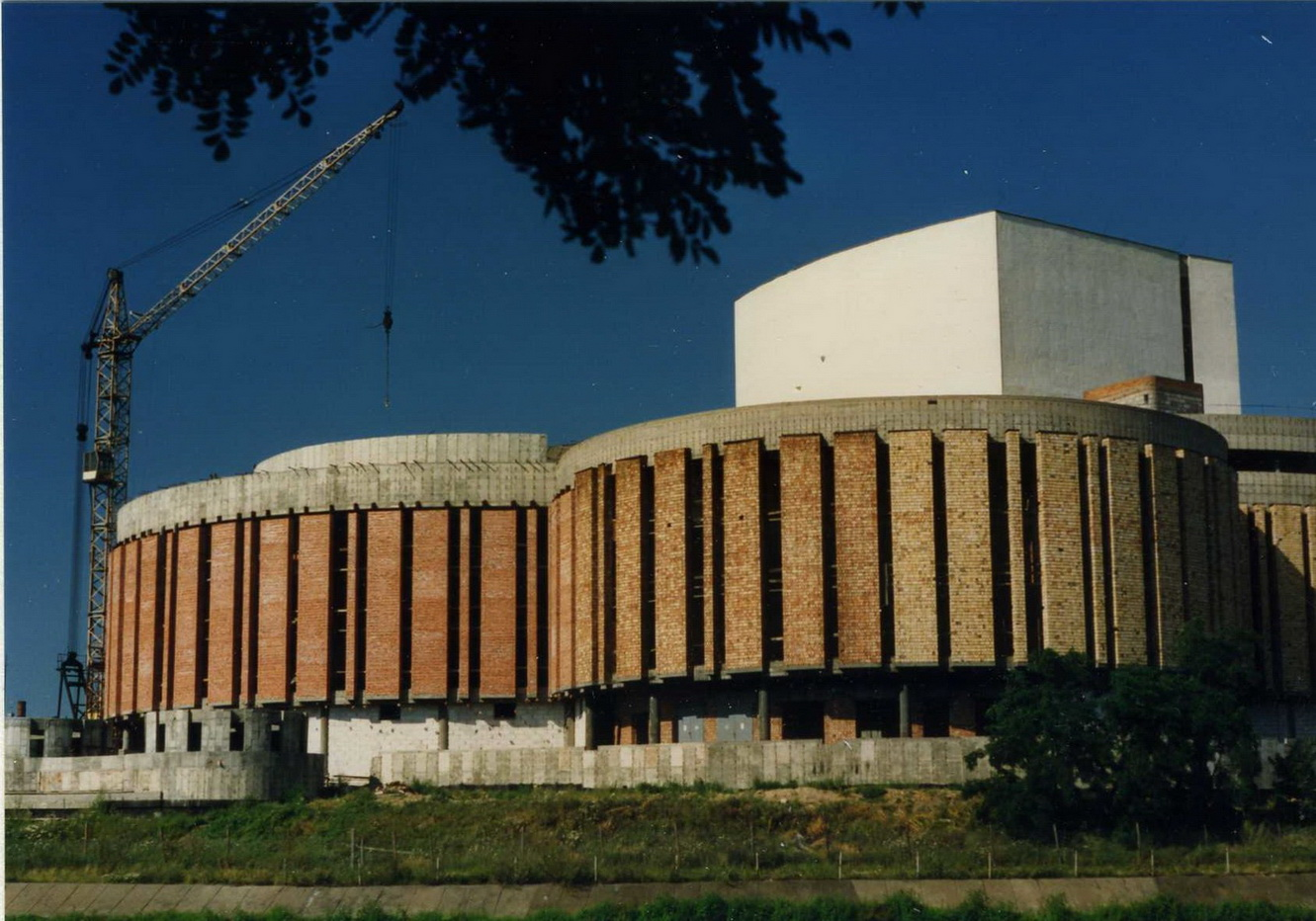
Tòa nhà Opera Nova năm 1990

Sau thành tựu của nó, Opera Nova đã được sử dụng như một Trung tâm hội nghị khu vực, tổ chức một số sự kiện văn hóa và lễ hội. Từ năm 2010, nó là nơi tổ chức liên hoan phim quốc tế Camerimage.
Để có thể đáp ứng thành công ngày càng tăng của <i id="mwAak">Camerimage</i>, một dự án mở rộng hiện đang được tiến hành. Một khu thứ tư cho tòa nhà thực tế sẽ được thêm vào, bao gồm một phòng chiếu cho khoảng 350 chỗ ngồi và một trung tâm triển lãm .

## Kiến trúc
Tòa nhà, với kích thước riêng, nổi bật trong quần thể kiến trúc của trung tâm thành phố: có 6 tầng, diện tích 24 432 m 2, có thể tích 120 700 m 3 và chiều cao 34,19 m. Vị trí của nó là nằm dọc theo sông Brda, mở một lối ra đảo Mill. Tòa nhà, với ba vòng tròn kết nối với nhau, tạo điều kiện tối ưu cho việc hiện thực hóa opera, ca kịch, ba lê và nhạc kịch. Do hình dạng ban đầu và vị trí của nó dưới nước, Opera Nova thường được so sánh với Nhà hát Opera Sydney. Tòa nhà có một hệ thống ánh sáng chiếu sáng, một trong những dấu ấn của Bydgoszcz vào ban đêm.

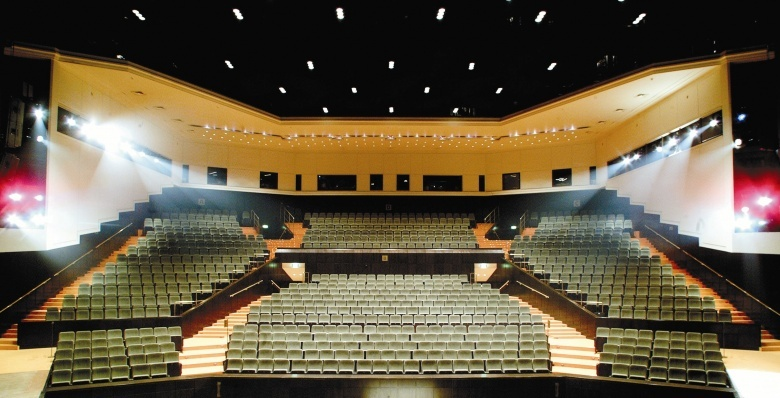
Thính phòng chính tại Opera Nova

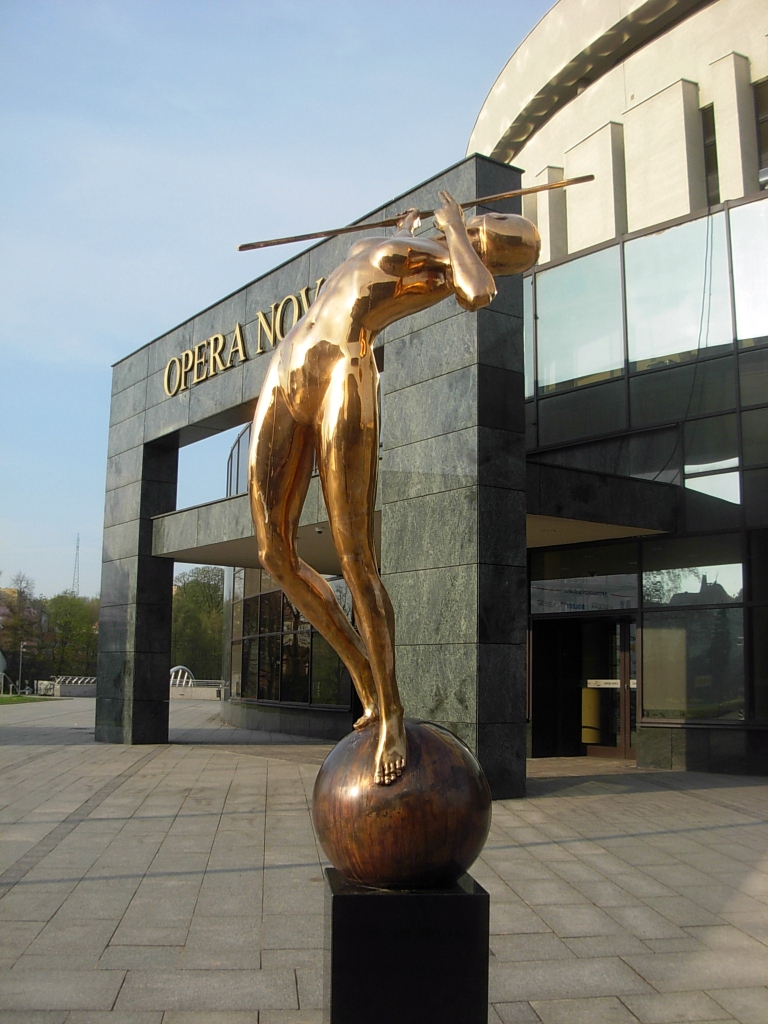
"Cung thủ mới"

## Nhạc kịch

### Nghệ sĩ độc tấu
Công ty Opera Nova bao gồm hơn 50 ca sĩ solo:
- 15 nghệ sĩ hát giọng sopranos,
- 8 nghệ sĩ hát giọng mezzo-sopranos,
- 15 nghệ sĩ hát giọng tenor
- 10 nghệ sĩ hát giọng baritones,
- 7 nghệ sĩ hát giọng trầm,

cùng với các diễn viên, trợ lý, trợ giảng và nhân viên khác. 

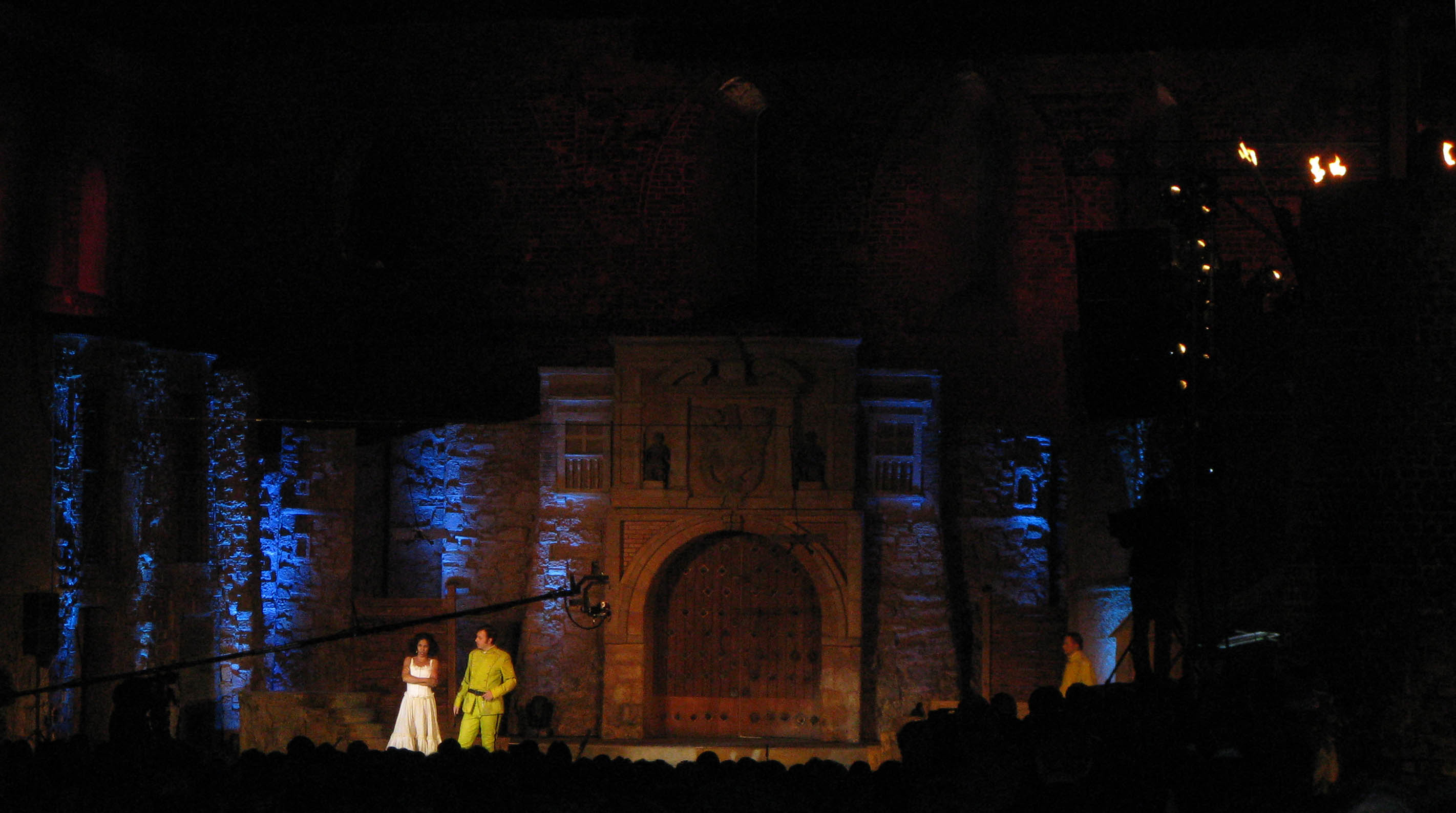
Màn trình diễn của Carmen năm 2008

### Dàn nhạc
Từ năm 1956 đến 1963, 40 nhạc sĩ từ Bydgoszcz Pomeranian Philarmonic đã chơi cho mỗi buổi biểu diễn opera. Một dàn nhạc Opera Nova chuyên nghiệp đã được thành lập vào năm 1963, bao gồm 36 nhạc sĩ, trong phần lớn sinh viên tốt nghiệp Học viện Âm nhạc Bydgoszcz - "Feliks Nowowiejski". Một số nhạc trưởng dẫn đầu nhóm này: 
- Zbigniew Chwedczuk
- Zdzislaw Wendyński
- Zygmunt Szczepanski
- Zbigniew Droszcz
- Włodzimierz Ormicki
- Joseph Klimanka
- Stanisław Renz
- Adam Palka
- Mieczyslaw Dondajewski
- Jerzy Katlewicz
- Mieczyslaw Nowakowski
- Zygmunt Rychert
- Boguslaw Madey
- Vadim Perevoznikov
- Włodzimierz Szymanski
- Jerzy Wołosiuk
- Ruben Silva
- Maciej Figas
- Piotr Wajrak
- Andrzej Straszyński
- Tadeusz Wojciechowski
- Andrzej Knap

### Hợp xướng
Dàn hợp xướng được tăng cường để biểu diễn trên sân khấu các tác phẩm âm nhạc với các dàn nhạc giao hưởng: Pomeranian Philharmonic (cho Bydgoszcz Music Festival), Koszalin Philharmonic và nước ngoài.

### Vở ba lê
Từ năm 1995, với việc thành lập Nhà hát Ba lê Opera Nova, trẻ em và các nhóm thanh thiếu niên có thể theo học các khóa ngắn hạn của trường múa ba lê.

## Giám đốc
Danh sách các Giám đốc của Bydgoszcz Opera:
- 1956: Zdzisław Wendyński (Opera Studio)
- 1956-1960: Felicja Krysiewicz
- 1960-1963: Feliks Kłodziński (Musical Theatre of Opera and Operetta)
- 1963-1964: Zygmunt Szczepański
- 1964-1969: Zdzisław Wendyński
- 1969-1970: Maurycy Leszczycki
- 1970-1973: Mieczysław Rak
- 1973-1977: Tadeusz Kłobucki
- 1977-1979: Stanisław Renz
- 1979-1980: Adam Pałka
- 1981-1990: Alicja Weber (State Opera and Operetta in Bydgoszcz)
- 1990: Rafał Delekta
- 1990-1991: Andrzej Jurkiewicz (Opera Nova)
- 1991-1992: Andrzej Maria Marczewski
- Từ 1992: Maciej Figas

## Hình ảnh

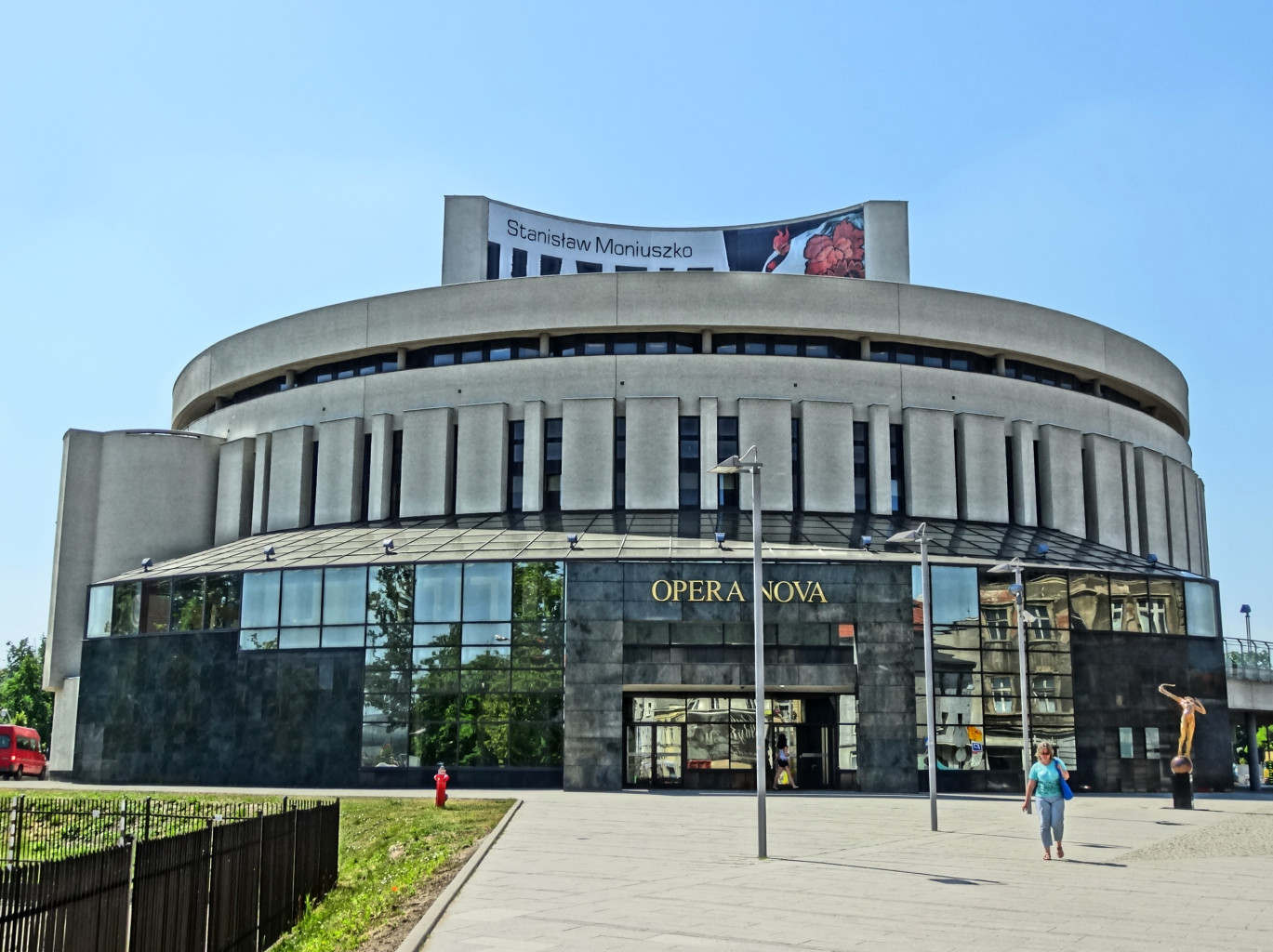
Lối vào chính trên đường Focha
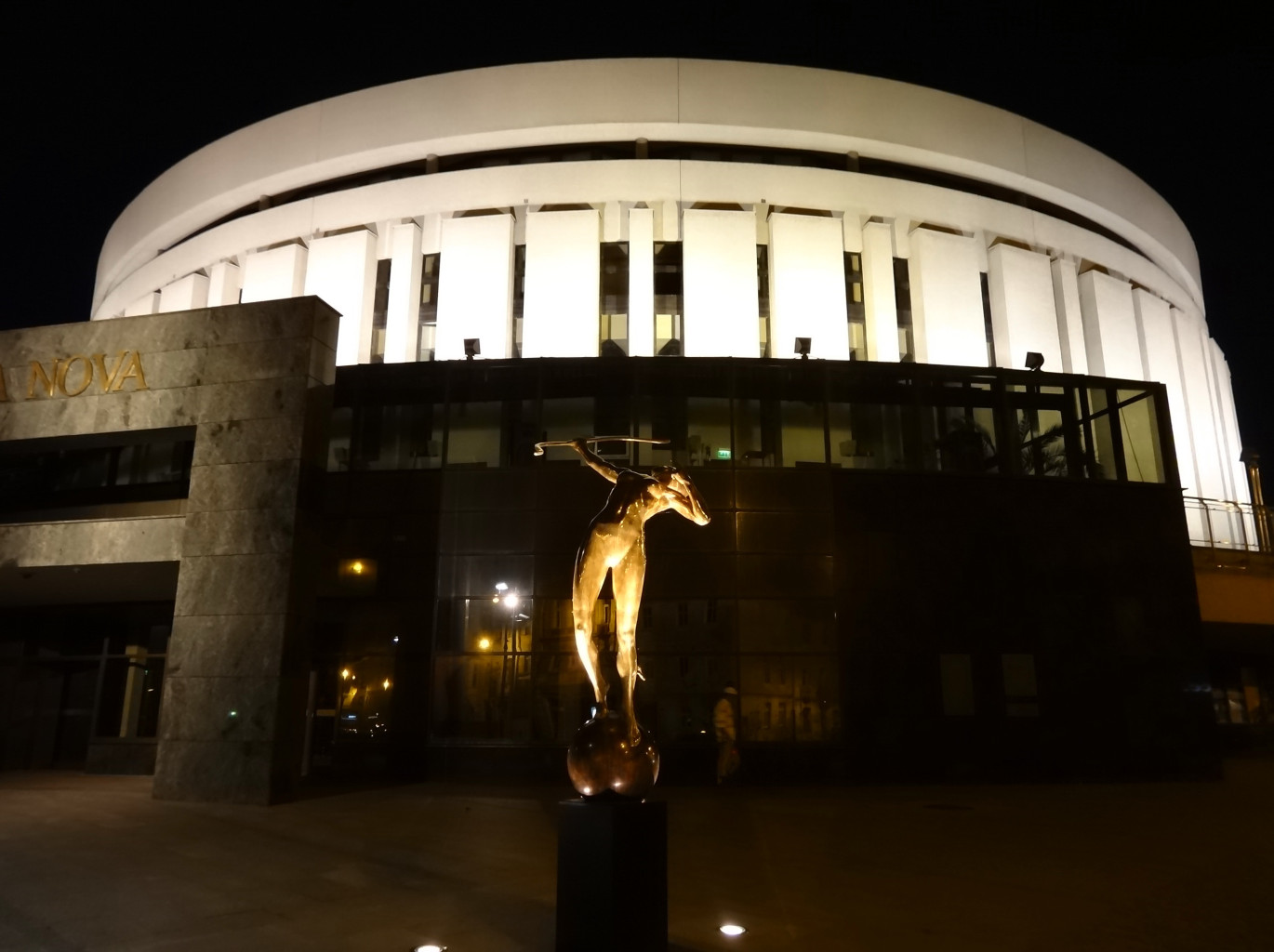
Lối vào chính vào ban đêm
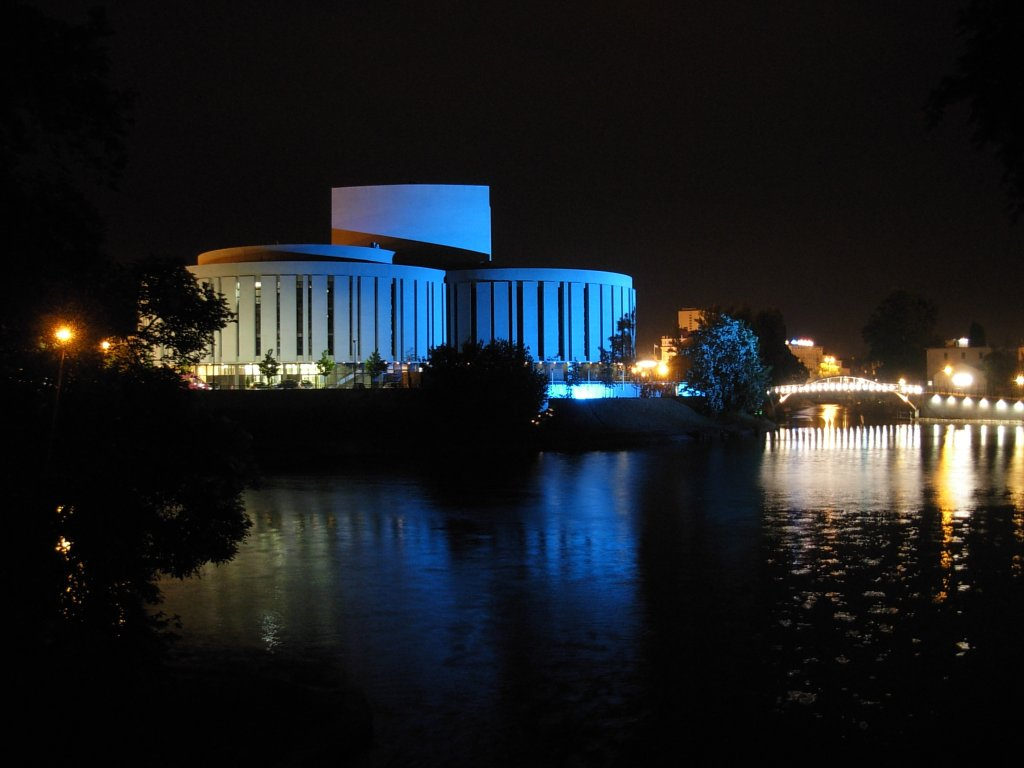
Vào ban đêm, nhìn từ Đảo Mill